# Bellidoite
La bellidoite è un minerale.